# Edgardo Novick
Edgardo Novick Varela (Montevideo, 1957) és un empresari i polític uruguaià.
Va néixer a Montevideo, fill de Rita Varela i d'Héctor Novick, firaire. Va realitzar els seus estudis a l'escola pública Franklin Delano Roosevelt. Va treballar des dels 14 anys com a firaire.
Dedicat al negoci de la roba i calçat esportiu, propietari de diverses botigues com ara La Cancha amb cinc locals, Nike Shop amb cinc locals, el restaurant La Mostaza, After Hotel i del Nuevocentro Shopping.
És soci i amic de Carlos Lecueder i Juan Salgado. És seguidor de Peñarol.
El gener de 2014 és elegit candidat pel Partit de la Concertació a la Intendència de Montevideo (IM).
La seva postulació va ser motiu d'una intensa campanya publicitària. El 10 de maig del 2015 a les eleccions municipals a Montevideo Novick va ser el segon candidat més votat.
Va contraure matrimoni el 1980 amb l'economista i professora Solveig Rettich Gutiérrez, amb la qual té quatre fills i tres nets. Els seus fills són l'economista Bernardo Novick, l'actriu Lucía Victoria i els jugadors de futbol Marcel i Hernán Novick.